# Martin Koeman
Martinus Cornelis Koeman, né le 26 juillet 1938 à Purmerend et mort le 18 décembre 2013, est un footballeur néerlandais qui évoluait au poste de défenseur central. Il est le père des footballeurs Erwin et Ronald Koeman.

## Biographie
Martin Koeman joue au niveau professionnel avec le KFC de Koog aan de Zaan de 1955 à 1960, puis au Blauw-Wit Amsterdam de 1960 à 1963, ensuite au FC Groningen de 1963 à 1973, et enfin avec le SC Heerenveen jusqu'à sa retraite sportive.
Il dispute un total de 332 matchs en première division néerlandaise, inscrivant 51 buts. Il réalise sa meilleure performance lors de la saison 1961-1962, où il marque 16 buts en championnat. Il est l'auteur de trois doublés cette saison là. Cette même saison, son équipe se classe troisième du championnat.
Le 12 avril 1964, il reçoit une sélection en équipe des Pays-Bas, en amical face à l'Autriche (score : 1-1).